# دوغلاس أولمر
دوغلاس أولمر (بالإنجليزية: Douglas Ulmer) (ولد في 1960) هو عالم رياضيات أمريكي عمل في الهندسة الجبرية ونظرية الأعداد. كتب وشارك في كتابة العديد من المقالات العلمية في مجال الرياضيات، وهو معروف بشكل خاص لعمله على أصناف أبيليان على المجالات الوظيفية العالمية. يعمل دوغلاس أستاذ ورئيس مدرسة الرياضيات في معهد جورجيا للتكنولوجيا في أتلانتا جورجيا.
تخرج أولمر من جامعة برنستون في عام 1982، وفي عام 1987 أكمل شهادة الدكتوراه في جامعة براون، حيث كان مستشاره بينيديكت هيمان غروس، مجالات تخصصه الرئيسية في جامعة براون كانت نظرية العدد وهندسة الجبر، وكانت أطروحته الحسابية من المنحنيات الإهليلجية الشاملة العالمية. كان مدرس في معهد ماساتشوستس للتكنولوجيا من عام 1987 إلى عام 1989، ومعلم في مركز أبحاث باتمان في معهد كاليفورنيا للتقنية من عام 1989 حتى عام 1991، عندما أصبح أستاذًا مساعدا في جامعة أريزونا، وظل في جامعة أريزونا حتى عام 2009، وكان أستاذ مشارك ثم أستاذ متفرغ. في جامعة أريزونا ساعد طلاب الدكتوراه على أطروحاتهم ومشاركتهم في المؤتمرات.
عمل في هيئة تحرير مجلة دي ثيوري ديس نومبريز دي بوردو. وقد ألقى محاضرات حول المنحنيات الإهليلجية على حقول الوظائف في معهد بارك سيتي الرياضيات 2009.